# Gurania coccinea
Gurania coccinea är en gurkväxtart som beskrevs av Célestin Alfred Cogniaux. Gurania coccinea ingår i släktet Gurania och familjen gurkväxter. Inga underarter finns listade i Catalogue of Life.